# Campeones de la playa
Campeones de la playa fue un programa de televisión emitido por la cadena española Telecinco en el verano de 1994. 

## Mecánica
Dirigido al público juvenil, el programa, rodado en la localidad de Salou, consistía en el enfrentamiento entre dos equipos de concursantes adolescentes a través de juegos acuáticos. Todo ello combinado con actuaciones musicales.